# Abepalpus archytoides
Abepalpus archytoides är en tvåvingeart som beskrevs av Townsend 1931. Abepalpus archytoides ingår i släktet Abepalpus och familjen parasitflugor. Inga underarter finns listade i Catalogue of Life.